# Galovići
Galovići (Servisch cyrillisch Галовићи) is een plaats in de Servische gemeente Kosjerić. De plaats telt 263 inwoners (2002).